# Margot Bailet
Pour les articles homonymes, voir Bailet.
Margot Bailet est une skieuse alpine française, née le 25 juillet 1990 à Nice.  
Avec plus de 100 départs en Coupe du Monde, Margot a réalisé 7 Top 10 (4 en Descente, 4 en Combiné et 1 en Super G). Elle détient également plusieurs titres de championne de France de Descente et de Super G.
Etudiante au Pôle France de Ski de Haut niveau du lycée d'été Jean Moulin d'Albertville (Bac Scientifique, Mention Bien) et diplômée de l'EM Lyon Business School (Executive Master Management General), Margot Bailet a su mener, de front, une carrière sportive et un parcours scolaire élitistes.  
Margot Bailet met fin à sa carrière d'athlète de haut niveau en 2019.   

## Biographie
Originaire de Nice, elle apprend à skier, avec sa famille, dans la station de sports d'hiver d'Auron. 
A 16 ans, elle se classe 2e du slalom du Festival olympique de la jeunesse européenne 2007 à Jaca. Par la suite spécialisée en descente, super-G et super-combiné, elle débute sur la Coupe du monde lors de la saison 2009-2010, et marque ses premiers points à Val d'Isère le 18 décembre 2009 en prenant la 24e place du super-combiné.
Son meilleur résultat est une quatrième place sur le super combiné de Bansko le 28 février 2015. Elle égale ce meilleur résultat le 4 décembre 2015 en prenant la 4e place de la descente de Lake Louise. Margot Bailet est championne de France de descente 2014 à Méribel.
Le 9 février 2015, lors des Championnats du monde de Vail/Beaver Creek, elle est la seule française engagée en super combiné et obtient la dixième place. 
Après sa carrière sportive, elle s’oriente vers le métier d'entraîneuse, qu’elle occupe aujourd’hui au club des sports de Val d’Isère et intègre une formation diplômante en management au sein de l'EM Lyon. 

## Palmarès

### Championnats du monde
| Épreuve / Édition | Garmisch-Partenkirchen 2011 | Beaver Creek 2015 |
| Super combiné     | 14e                         | 10e               |
| Descente          |                             | 21e               |
| Super G           | 25e                         | 23e               |

### Coupe du monde
- Meilleur classement général : 42e en 2016.
- Meilleur résultat : 4e.

#### Différents classements en Coupe du monde
| Année/Classement | Année/Classement | Général | Général | Descente | Descente | Super G | Super G | Slalom géant | Slalom géant | Slalom | Slalom | Combiné | Combiné |
| ---------------- | ---------------- | ------- | ------- | -------- | -------- | ------- | ------- | ------------ | ------------ | ------ | ------ | ------- | ------- |
| Année/Classement | Année/Classement | Class.  | Points  | Class.   | Points   | Class.  | Points  | Class.       | Points       | Class. | Points | Class.  | Points  |
| 2010             | 2010             | 112e    | 16      | -        | -        | -       | -       | -            | -            | -      | -      | 25e     | 16      |
| 2011             | 2011             | 72e     | 62      | 35e      | 27       | 41e     | 16      | -            | -            | -      | -      | 26e     | 19      |
| 2012             | 2012             | 112e    | 6       | 49e      | 2        | -       | -       | -            | -            | -      | -      | 34e     | 4       |
| 2013             | 2013             | 87e     | 30      | 42e      | 4        | -       | -       | -            | -            | -      | -      | 17e     | 26      |
| 2014             | 2014             | 115e    | 6       | 49e      | 6        | -       | -       | -            | -            | -      | -      | -       | -       |
| 2015             | 2015             | 47e     | 136     | 34e      | 29       | 27e     | 57      | -            | -            | -      | -      | 4e      | 50      |
| 2016             | 2016             | 42e     | 220     | 18e      | 127      | 30e     | 35      | -            | -            | -      | -      | 13e     | 58      |
| 2019             | 2019             | 131e    | 4       | -        | -        | -       | -       | -            | -            | -      | -      | 27e     | 4       |

#### Performances générales
Margot Bailet a pris 103 départs en Coupe du monde. Elle compte 9 tops 10, 4 en combiné, 1 en super-G et 4 en descente.
| Résultat  | Descente | Super G | Slalom géant | Combiné | Slalom | Total |
| --------- | -------- | ------- | ------------ | ------- | ------ | ----- |
| 1re place | -        | -       | -            | -       | -      | 0     |
| 2e place  | -        | -       | -            | -       | -      | 0     |
| 3e place  | -        | -       | -            | -       | -      | 0     |
| Top 10    | 4        | 1       | -            | 4       | -      | 7     |
| Top 30    | 20       | 10      | -            | 30      | -      | 24    |
| Autres    | 26       | 17      | -            | 4       | -      | 47    |
| Départs   | 35       | 24      | 0            | 12      | 0      | 71    |

Mis à jour à le 5 décembre 2015.

### Championnats de France

#### Elite
- Championne de France de descente en 2015, vice-championne en 2016 et 3e en 2011.
- Championne de France de super G en 2015 et 3e en 2011.
- 3e du combiné en 2008 et 2011.

#### Jeunes
4 titres de Championne de France